# تسفي زامير
تسفي زامير (بالعبرية: צבי זמיר) (1925 - 02 يناير 2024) هو الرئيس الرابع لجهاز الموساد الإسرائيلي، وُلد عام 1925 ببولندا، تطوع كجندي في عصابات الهاجاناه والبالماخ الصهيونية، وفي عام 1968 كُلف بإدارة جهاز الموساد حتى عام 1973، قاد زامير أكبر حرب استخبارتية في تاريخ إسرائيل والتي أطلق عليها عمليات «غضب الرب».
ساهم زامير في التخطيط لتصفية منفذي هجوم ميونخ عام 1972، كما شارك في التخطيط لاغتيال كل من سعيد السبع  ووائل زعيتر وأبو حسن سلامة.